# Acalolepta griseofumata
Acalolepta griseofumata är en skalbaggsart som först beskrevs av J. Linsley Gressitt 1952.  Acalolepta griseofumata ingår i släktet Acalolepta och familjen långhorningar. Inga underarter finns listade i Catalogue of Life.